# Jonathan Guishard
Jonathan Guishard, né le 2 juillet 1996 à Lond Ground dans l'île d'Anguilla à Anguilla, est un footballeur international anguillan évoluant au poste d'attaquant.

## Biographie

### En sélection
Le 5 septembre 2014, Guishard honore sa première sélection avec Anguilla contre Saint-Vincent-et-les-Grenadines en remplaçant Kennedra Belle à la 61e minute, lors d'un match éliminatoires de la Coupe caribéenne des nations 2014 (défaite 0-4).